# A dohányfogyasztás elterjedtsége
A 2000. évi adatok szerint a világon mintegy 1,22 milliárd ember dohányzik. Ha feltételezzük, hogy a trend nem változik, 2010-ben előre láthatóan 1,45 milliárd dohányos lesz, 2025-re pedig 1,5–1,9 milliárdra emelkedik a dohányzó emberek száma. Ha évente 1%-kal csökken a dohányosok száma, és a jövedelem mérsékelten, 2%-kal nő, becslések szerint 2010-ben és 2025-ben 1,3 milliárd dohányos lesz a Földön.
A dohányzás aránya általában magasabb a férfiak, mint a nők körében, azonban a nemek közötti különbség fiatalabb korban kisebb. A fejlett országokban a férfiaknál a dohányzás aránya tetőzött, és elkezdett hanyatlani, azonban a nők esetében továbbra is növekszik.
A 2002. évi adatok szerint a világon a kamaszok (13–15 éves korosztály) körülbelül 20 százaléka dohányzik. 80,000-100,000 fiatalkorú minden nap dohányzik; nagyjából a felük Ázsiában él. A dohányzásra kamaszkorukban rászokó emberek fele az előrejelzések szerint még 15-20 évig fog dohányozni.
Az 1,22 milliárd dohányzó emberből 1 milliárd él fejlődő országban vagy  átmeneti gazdasági rendszerben. A dohányzás aránya a fejlett országokban stagnál vagy csökken, azonban a 2002. évi adatok szerint a fejlődő országokban a dohányzás aránya évente 3,4%-kal növekszik.

## Országok

### Amerikai Egyesült Államok
Egy 2005-ös becslés szerint a felnőtt USA-lakosság 20,9%-a (azaz 45,1 millió személy) cigarettázott. Közülük 80,8% (36,5 millió) dohányzott minden nap, 19,2% (8,7 millió) dohányzott időnként. A dohányzás elterjedtsége a különböző népességcsoportok között jelentős eltéréseket mutatott: a faji és etnikai csoportok között az indiánok és az alaszkai bennszülöttek között volt az előfordulási arány a legmagasabb (32,0%), ez után következtek a nem spanyol-amerikai fehérek (21,9%) és a nem spanyol-amerikai feketék (21,5%). A legalacsonyabb arány az ázsiaiak (13,3%) és a spanyol-amerikaiak  (16,2%) között volt.
A dohányzás elterjedtsége az oktatás szintjétől is függ: a legmagasabb azon felnőttek körében (43,2%-kal), akik általános iskolát végeztek (General Educational Development (GED) diplomát szereztek) és azok körében, akik 9-11 évig tanultak (32,6%). A dohányosok aránya általában csökken az oktatásban eltöltött évek növekedésével. A dohányosok aránya a 18-24 éves korosztályban (24,4%-kal) valamint a 25-44 éves korosztályban (24,1%) a legmagasabb. Az aktuálisan dohányzó személyek aránya magasabb a szegénységi küszöb alatt élő felnőttek körében (29,9%), mint azok között, akik a szegénységi küszöbön vagy a fölött élnek (20,6%).
A dohányzás aránya az Egyesült Államokban 1965-2006 között a felére csökkent - a felnőtteknél 42%-ról 20,8%-ra. A dohányzók arányában jelentős regionális különbségek figyelhetők meg: Kentucky, West Virginia, Oklahoma és Mississippi áll az élen, míg Idaho, Kalifornia és Utah jelentősen kisebb dohányzási arányt mutat. A csökkenő arányt ellensúlyozza, hogy minden évben mintegy egymillió amerikai fiatal kezd el dohányozni. A dohányfogyasztást növelő amerikai népesség nagy részét a nők teszik ki, különösen a fiatal, tizenéves lányok. Az amerikai dohányipart nem igazán érinti az összességében tapasztalható dohányzáscsökkenés.

### Kanada
2002 decemberében a Kanadai Statisztikai hivatal közreadott egy tanulmányt az 1985 és 2001 közötti időszak dohányzási rátájáról. A tanulmány szerint a kutatások azt mutatták, hogy a “rendszeres dohányzás” (ami a definíció szerint a naponta dohányzók és az alkalmi dohányosok) a 15 és 24 év korcsoport kivételével mindkét nem és minden korcsoport esetében általánosságban csökkent. Még nagyobb volt a csökkenés 1991 és 2001 között. Bár a fiatalok rendszeres dohányzásának aránya nem változott jelentősen 1985 és 1994-1995 között, igen nagy, 6 százalékpontos csökkenés volt tapasztalható 1994-1995 és 2001 között (28,5%-ról 22,5%-ra).
Tartományok szerint Newfoundland és Labrador, Új-Skócia, Québec, Ontario, Saskatchewan, Alberta és British Columbia tartományokban tapasztaltak nagy csökkenést a rendszeres dohányzás arányát tekintve 1994-1995-től kezdődően. Az összes tartományban visszaesés volt tapasztalható az egész 1985-2001 időszakban. A napi dohányzás gyakorisága mindkét nem és minden korcsoport esetében csökkent a 17 éves perióduson belül, bár a fiatalkori dohányzás jelentős csökkenése csak az 1990-es évek közepén indult be. Összességében a napi cigaretta fogyasztás tekintetében, 1985-höz képest 2001-re a dohányosok lényegesen  alacsonyabb százaléka fogyasztott 26 vagy annál több szál cigarettát naponta (14,0%-ról 5,8%). A különböző nemű és korú csoportok esetében a legtöbb csökkenés 1991 után történt. Ugyanakkor azonban a dohányosok közül 2001-ben  lényegesen nagyobb volt azok aránya, akik naponta 1-10 cigarettát szívtak el (az 1985-ben mért 18,6%-ról 31,1%-ra emelkedett az arány). A csökkenés legnagyobb része 1991 után következett be.

### Izrael
Izraelben a dohányzás aránya az elmúlt 10 évben (1994-2004) a férfiak körében viszonylag állandó maradt – 30%,  míg a nők körében az arány kis mértékben csökkent, az 1998-ban mért 25%-ról a 2003-ban mért 18%-ra. Egy 2001-es kiadvány szerint a fiatalok 14%-a dohányzott legalább hetente egyszer. 
Egy 2005-ös kutatás rámutatott, hogy az izraeli fiatalok a dohányzás alternatív módszereként beidi-t és vízipipát kezdtek el használni. 1990-ben az összes férfihalálozás 12%-a, (1800 haláleset) volt a dohányzással összefüggésbe hozható. Az izraeli nők körében nem találták jelentős halálozási oknak a dohányzást. Az egy izraeli által elszívott cigaretták átlagos száma 2162.
Számos dohányzásellenes jogszabály van érvényben. A dohányra kivetett adók jelentős növekedése mellett a dohánytermékek ára még mindig viszonylag az egyik legalacsonyabb az összes európai ország közül. Emellett Izraelben nincs a dohánytermékek vásárlására minimális életkor előírva.

### Ausztrália
Ausztráliában csökken a dohányzás – a 2004-2005 évi adatok szerint a lakosság 23%-a  dohányzott rendszeresen, ami az 1995-ben mért adatokhoz képest  2% csökkenést jelent. Az őslakosok között a dohányosok aránya jóval nagyobb; az őslakos férfiak 51%-a, a nők 49%-a rendszeresen dohányzik. A fiatal felnőttek közül dohányoznak legtöbben; az életkor előrehaladtával jelentős csökkenés figyelhető meg. A dohányzás gyakorisága szoros összefüggésben áll a társadalmi-gazdasági hátrányossággal; a lakosság leghátrányosabb helyzetben lévő ötödének tagjai több, mint kétszer annyian dohányoznak, mint a legkevésbé hátrányos helyzetűek. Későbbi (2007. évi) számadatok azt mutatják, hogy a 18 éves életkor feletti lakosság 19%-a rendszeres dohányos.

### Németország
2005-ben a lakosság 27%-a volt rendszeres dohányos. 23% dohányzott napi rendszerességgel (a férfiak 28%-a és a nők 19%-a), míg 4% gyakran dohányzott. A rendszeresen dohányzók legnagyobb része a 20-24 éves korcsoportból került ki: férfiak 38%-a és a nők 30%-a. A Bielefeld Egyetem tanulmánya szerint a német ifjúság a dohányzás “Európa-bajnoka”; a 15 éves férfiak 25%-a és a 15 éves nők 27%-a dohányzik naponta.
Egy 2006-os összehasonlító vizsgálat megállapította, hogy a göttingeni férfi orvostanhallgatók 25,1%-a , valamint a női orvostanhallgatók 20,6%-a dohányzik, míg Londonban ez az arány csak 10,9%, illetve 9,1%.
Németországban van a legtöbb egy főre jutó cigarettaautomata: 800.000 darab 82 millió emberre.

## Arányok
Az alábbi linken található 2 táblázat, az első (b) táblázat a WHO Globális dohány epidemiológiai jelentésének (Global Tobacco Epidemic) táblázata. A kezdeti felmérés adatait módosították, hogy az országok összehasonlíthatóak legyenek. Emiatt azonban ezen országok dohányzási arányaira ebből  a táblázatból nem lehet következtetni (erre ott van az a) táblázat). A táblázat 135 „nemzetközileg összehasonlítható, naprakész kiigazított adatokkal rendelkező országot”, 18 „nemzetközileg nem összehasonlítható vagy nem naprakész hazai adatokkal rendelkező országot” tartalmaz valamint 41 olyan „országot [tartalmaz] ahonnan nincs adat”. Az adatok a felmérés idején fogyasztott bármilyen dohánytermékre, beleértve a napi és nem mindennapi dohányzás során fogyasztott dohányterméket, vonatkoznak; a hibaküszöb 95%-os konfidenciaintervallum (CI).
A táblázatok itt érhetők el: WHO Report on the Global Tobacco Epidemic